# Percepció de la llum
La primera teoria que parlava sobre la percepció visual es va començar a establir cap al segle xix, sobretot a partir dels treballs d'Helmholtz i Fechner. Helmholtz va investigar la fisiologia de la visió, les il·lusions òptiques, l'enfocament de l'ull, la percepció de la mida i la profunditat (visió binocular) i la visió dels colors. Tot i així, sabem que la percepció de la realitat no depèn només dels sistemes físics que participen en aquest exercici, sinó també de la nostra experiència anterior.
A la segona meitat del segle xx, acabada la segons Guerra Mundial, van començar a aparèixer els primers laboratoris de psicofísica, ja que es va voler sistematitzar la percepció humana, i aquesta ciència va començar a desenvolupar-se agafant cada cop més importància.

## El sistema visual humà
Aquest sistema consta d'alguns instruments, com l'ull, que encara que és el més conegut, no és el més complex. En el procés de la visió, és a dir, quan captem la llum, s'esdevenen tres tipus de transformacions o operacions diferents al nostre ull: les òptiques, les químiques i les nervioses, i anomenem visió a la conjunció dels processos que tenen lloc en cada una d'elles. L'Agudesa visual o poder separador és l'angle mínim sota el qual es veuen separats dos punts molt propers entre si i llunyans a l'ull, és a dir, l'angle mínim on nosaltres podem distingir dos punts com a separats. L'agudesa visual de l'ull humà és d'1 minut, 60 minuts en un grau.

### Les transformacions òptiques
Les transformacions d'aquest tipus poden interpretar-se com una analogia amb l'antecedent de la càmera fotogràfica, la Cambra fosca. Això es deu al fet que només una petita part dels rajos reflectits per l'objecte en qüestió en totes direccions penetra dins la cambra, cosa que significa que, per realitzar una fotografia amb èxit, es necessiten temps d'exposició molt llargs. Una altra possibilitat és augmentar la mida del forat, però les vores de la imatge esdevindrien massa difoses.
A partir del segle xvi es van anar desenvolupant diferents tècniques òptiques, investigant-se així tota mena de lents, que també eren construïdes, en especial les lents convergents. Aquest tipus de lent fa que els rajos es concentrin quan incideixen sobre la seva superfície, i això seria la solució al problema de la grossària del forat en una cambra obscura, ja que augmentaria la lluminositat sense fer el forat més gran.
Vist des d'aquest punt de vista, l'ull humà funciona de manera semblant a una cambra fosca, o a una càmera fotogràfica. La part òptica de l'ull treballa per fer convergir els rajos de llum sobre el seu fons. El fons de l'ull està cobert per la Retina, una membrana que conté els receptors de llum que seràn els responsables d'iniciar les transformacions químiques que produeixen la visió.
La part interior de l'ull, que té una curvatura molt gran, és la Còrnia, i darrere d'ella es troba l'Humor aquós. Aquest líquid és retingut pel Cristal·lí, que fa la funció d'una lent convergent. Els Múscul ciliars subjecten el cristal·lí i varien el seu radi de curvatura, i, en conseqüència, la seva distància focal.
La llum entra a través de la Pupil·la, una obertura de diàmetre variable, com l'objectiu d'una càmera reflex, que es troba al centre de l'Iris, la part de l'ull que en determina el color. La pupil·la regula l'entrada de llum, segons la intensitat d'aquesta.

Els rajos de llum, un cop han travessat la còrnia, l'humor aquós, el cristal·lí, i l'Humor vitri, arriben a la retina, on, com apareix anteriorment, s'inicien les transformacions químiques. 

Un ull humà vist des de dins.

### Les transformacions químiques
Aquestes transformacions tenen lloc a la retina, la llum impacta sobre ella i excita els bastons i els cons, que són receptors sensibles a la llum) situats a la fòvea central, una zona molt petita de l'ull, envoltada per la taca groga. Si la llum incideix en el Punt cec, no es produeix sensació lluminosa a la retina.
Tant els cons com els bastons posseeixen una gran quantitat de molècules de pigment, les Opsines, que contenen la Rodopsina, una substància que absorbeix els rajos de llum per tal de descompondre's en altres dues substàncies. Això vol dir que si la llum entra ininterrompudament a l'ull, anem perdent redopsina, i la nostra capacitat d'absorbir la llum va minvant. Sortosament, mentre la llum no incideix a la retina, la redopsina es va recomponent ràpidament.
Les cèl·lules fotoreceptores, els cons i els bastons, distingeixen molt bé el moviment, però la seva distribució no és regular, per això en visió nocturna no percebem bé els colors.
Aleshores arriba un punt en què allò que arriba al cervell no és la imatge retinal, sinó que la percepció de cada punt es veu afectada per la llum de la projecció.

### Les transformacions nervioses
Aquestes transformacions són les que faciliten el processament d'informació, i marquen la diferència entre l'ull humà i la cambra obscura. El revelat d'aquesta exposició és un procés de tractament de la informació complex.
Cada receptor s'enllaça amb una cèl·lula nerviosa mitjançant la Sinapsi, i aquestes cèl·lules s'enllaçen amb d'altres. Aquestes connexions formen el Nervi òptic. La xarxa que el forma és molt complexa, i constitueix un nou estadi de tractament de la informació visual, ja que les connexions de les cèl·lules poden ser transversals, i això fa que es perdi la correspondència de punt a punt entre els receptors de la retina i les fibres de l'eix.
És per això que aquest "revelat" és tant complex que avui dia amb prou feines el començem a entendre amb models informàtics.

## Els elements de la percepció visual
Les propietats de la llum són, per una banda, la intensitat o luminància i, per l'altra, la longitud d'ona o el color, i són importants per la nostra percepció, ja que ens permeten quantificar-la. Si no hi ha un objecte que s'interposi entre la llum i nosaltres, no el percebem.
La nostra experiència de la lluminositat d'un objecte és un fenomen subjectiu, però correspon a la percepció de la quantitat de llum emesa o reflectida per l'objecte.

### El flux lluminós
El flux lluminós és la magnitud física que mesura el nombre de fotons o partícules lluminoses que emet una font de llum. Es mesura amb Lumens, i com més intensitat té, més be percebem la realitat, fins a cert punt. Existeix el punt de llindar, en què ja no ens hi veiem perquè s'acaben les nostres opsines, i el temps que triguem en tornar-hi a veure és el temps que triga el nostre sistema a recompondre aquestes cèl·lules.
Per sota dels 10-13 lumens, no es produeix sensació de llum. Els cons, que són els responsables de la visió del color, poden ser de tres tipus: sensibles al vermell, al verd i al blau. Combinant-los, podem arribar a percebre tots els colors.
La Visió fotòpica és la que es produeix en llum diurna, per la qual cosa els cons s'exciten i percebem molt bé els colors (percepció cromàtica). En canvi, la Visió escotòpica és nocturna, i és acromàtica. La pupil·la ha d'estar molt oberta, per tal que hi hagin zones amples de retina, i hi intervenen sobretot els bastons.
La percepció del moviment és igual d'important que la del color, i pot ser objectiva i subjectiva. Durant la percepció del moviment, les cèl·lules responen de dues maneres a dos tipus d'estímuls diferents: els permanents i els transitoris.

### El centelleig
Es produeix quan una llum s'encén i s'apaga periòdicament, perquè produeix un efecte de pampalluga (efecte que podem observar en el cinema de la primera època).
Per evitar aquest efecte, els projectors i les càmeres van augmentar la seva freqüència de 12 a 16, i fins i tot a 24 imatges per segon. Finalment, però, eren 48 imatges per segon, repetint cada imatge dues vegades, Tot i així, encara que es projectaven 48 imatges per segon, les pel·lícules estaven enregistrades a 24.
Un cop es tria una freqüència que elimini el centelleig, s'aconsegueix una sensació de llum contínua, i desapareix la sensació d'estar veient una projecció separada d'imatges.

### L'efecte de màscara
Aquest efecte té lloc quan es produeixen dos estímuls lluminosos molt propers en el temps, de manera que el segon pot pertorbar la percepció del primer, reduint-ne la seva sensibilitat.
Posant un fotograma blanc entre dos fotogrames consecutius, es pot anul·lar la percepció del moviment, per un efecte d'emmascarament. En canvi, si inserim un fotograma negre, no només no anul·larà la percepció, sinó que causarà l'efecte contrari.
Això impediria que s'acumulessin imatges a la retina fent que a cada moment es percebés la posició present a la pantalla un cop esborrada l'anterior per l'emmascarament.